# Mi marido y mi novio
Mi marido y mi novio  es una película en blanco y negro de Argentina dirigida por Carlos Schlieper, sobre su propio guion escrito en colaboración con Emilio Villalba Welsh según la obra de Victorien Sardou y Georges Feydeau, que se estrenó el 24 de mayo de 1955 y que tuvo como protagonistas a Delia Garcés, Jorge Rivier, Luis Dávila, Héctor Calcaño y Nélida Romero.

## Sinopsis
Una mujer hace creer a su marido infiel que ella también lo es.

## Reparto
- Delia Garcés
- Jorge Rivier
- Luis Dávila
- Héctor Calcaño
- Nélida Romero
- Paulette Christian
- Irma Roy
- Carmen Campoy
- Víctor Martucci
- Perla Achával
- Meneca Tailhade
- Oscar Villa
- Rafael Diserio
- Cayetano Biondo
- Daniel Tedeschi
- María Esther Corán
- Alicia Bellán

## Comentarios
Noticias Gráficas dijo:

”Acusa las características narrativas que son ya proverbiales en las películas que dirige Carlos Schlieper, todas ellas confeccionadas teniendo en cuent en primerísimo término la agilidad del relato, siempre ameno y frívolo.”

El Mundo calificó así la película:

” Atrevida, por momentos picante pero siempre de buen gusto.”

Manrupe y Portela escriben:

” Delia Garcés reaparece luego de su exilio en esta comedia sutil y elegante de Schlieper en la que la protagonista canta con el look de Judy Garland de Valle alegre –Summer Stock- Charles Walters, Estados Unidos, 1950.”